# 大井信広
大井 信広（おおい のぶひろ）は、戦国時代の武将。信濃国武石城主。大井光照の五男。

## 概略
信濃国佐久郡大井城主の大井光照の五男で信濃国小県郡武石城主となる。
天文14年（1545年）に武田氏に降る。しかし、天文22年（1553年）8月、村上氏を通じ上杉謙信方に寝返ったため、武田信玄に討たれる。この時、次男の和田城主信定も和田城で討死にしている。